# ボリス・アクーニン
ボリス・アクーニン（Борис Акунин, Boris Akunin、1956年5月20日 - ）は、ロシアの小説家、日本文学研究者、文芸評論家。本名はグリゴリイ・チハルティシヴィリ（Григорий Чхартишвили）。ペンネームは、日本語の「悪人」とミハイル・バクーニンの名をかけたもの。日本政府より旭日小綬章を授けられている。

## 来歴・人物
現ジョージア（グルジア）のゼスタポニ生まれ。モスクワ大学アジア・アフリカ諸国大学（ISAA）で日本研究を専攻。卒業後、文芸雑誌『外国文学』編集部に勤めるかたわら、三島由紀夫、島田雅彦、多和田葉子ら現代日本文学のロシア語翻訳を手がける。
1998年からアクーニンの筆名で作家活動を始める。「エラスト・ファンドーリンの冒険」シリーズは“ロシア版シャーロック・ホームズ”とも呼ばれてベストセラーとなった。典雅な文体と手に汗握るストーリー展開で、それまで「低俗なジャンル」と考えられていた探偵小説に新風を吹き込んだ。このシリーズには、物語のほとんどが1878（明治11）年の日本が舞台である「金剛乗」という長編（主人公が日本で忍術を学び、運命の女性ミドリと愛し合い、ひょんなことからマサという日本人男性の命を救う。律儀なマサは渡露の上で以後のシリーズに幾度も登場することとなる）も含まれる。シリーズ7作目『戴冠式』では2000年度アンチ・ブッカー賞を受賞。文芸誌『ズナーミャ』に発表した論文「ロシア文学における日本人像」（1996年9月号）で同誌の評論賞を受賞。1999年に上梓した研究書『自殺の文学史』は日本をはじめ古今東西の作家の自殺を縦横に論じているが、14歳の時に三島の割腹自殺に衝撃を受けた原体験が動機の一つになっているという。2005年になってからは、すべてのジャンルを網羅する小説シリーズ「ジャンル」構想に意欲的で、SF、児童文学などを発表し始めている。また、『墓地の物語』（モスクワ、2004）は、世界6箇所の墓地を題材に、エッセイと小説を組み合わせた特異な作品集である。アクーニンとして人気作家となってからは、日本文学の翻訳・紹介の仕事からは遠ざかっているが、2005年には丸山健二短編集のロシア語訳を訳者チハルチシヴィリ名義で刊行。また国際交流基金による現代日本文学ロシア語訳出版プロジェクトの監修役を沼野充義とともに現在も務めている。2007年、第16回野間文芸翻訳賞受賞。同賞ではソ連時代タブーとされ発行禁止を受けていた三島由紀夫の作品を逆風にかかわらず翻訳した業績が高く評価された。
これまでに何回か来日の経験があり、1999年11月には、東京外国語大学主催の国際シンポジウム「『言語』の21世紀を問う」に報告者として参加。その報告「帝国の市民から世界の市民へ」は、荒このみ・谷川道子編『境界の「言語」』（新曜社、2000）に収められている。2001年11月には、国際シンポジウム「日露作家会議」（東京大学、国際交流基金助成）に、ペレーヴィン、トルスタヤらとともに参加、会議のロシア側の中心的な役割を果たした。『新潮』を初めとする日本の文芸誌にもこれまでたびたび文章を寄稿している。
ウラジーミル・プーチン大統領による強権支配やウクライナへの介入に「怒りがこみ上げるだけ」になり、2014年にロシアを離れてロンドンなど西欧に滞在するようになった。自国で繰り返されてきた自由化の試みと挫折についての歴史書も執筆している。
2022年のロシアによるウクライナ侵攻に反対の意を表明し、志を同じくする在外ロシア人の学者や芸術家などの人々と共に、「本当のロシア（Настоящая Россия）」というサイトを立ち上げた。募金活動などでウクライナ人を支援すると共に、国外に住む民主的な考えを持つロシア人と結束し、ロシア国内にも自分たちの声を届けることを試みている。また、「本当のロシアはプーチンのロシアではない」と主張し、「消えてくれ」とプーチンを強く非難した。ロシア連邦金融監視局（FMS）によって、アクーニンはテロリストおよび過激派リストに追加され、2023年12月18日に刑事裁判が開かれた。2024年1月12日にはロシア内務省から外国のエージェントに認定された。

## 著作

### 小説
ファンドーリンの捜査ファイル
- 『堕ちた天使 ―アザゼル』（沼野恭子訳 作品社, 2001年） - 原題 Ａзазель (1998) シリーズ1作目
- 『リヴァイアサン号殺人事件』（沼野恭子訳 岩波書店, 2007年） - 原題 Левиафан (1998) シリーズ3作目
- 『アキレス将軍暗殺事件』（沼野恭子・毛利公美訳 岩波書店, 2007年） - 原題 Смерть Ахиллеса (1998) シリーズ4作目
- "The Diamond Chariot" - 原題 Алмазная колесница (2003)  シリーズ11作目
- "She Lover Of Death"（２００１)

### 研究書（チハルチシヴィリ名義）
- 『自殺の文学史』（望月哲男他訳 作品社, 2001年）－原題 Писатель и самоубийство

### 評論・エッセイ
- 『チハルチシヴィリ読本』（東京大学文学部スラヴ文学研究室編, 1999年 / 増補版2001年）
- 『境界の「言語」』「帝国の市民から世界の市民へ」（荒このみ・谷川道子編 新曜社, 2000年）

## ミステリ小説での受賞・候補歴
- 2000年 - アンチ・ブッカー賞（ロシア）受賞（《ファンドーリンの捜査ファイル》シリーズ第7作『戴冠式』※未邦訳）
- 2002年 - フランス・ミステリ批評家賞受賞（『堕ちた天使 ―アザゼル』）
- 2003年 - 英国推理作家協会 ゴールド・ダガー賞ノミネート（『堕ちた天使 ―アザゼル』）
- 2004年 - フィンランド・ミステリ協会 外国推理作家賞受賞（《ファンドーリンの捜査ファイル》シリーズに対して）
- 2005年 - ガムシュー賞（アメリカ）最優秀ヨーロッパ・ミステリ賞ノミネート（『リヴァイアサン号殺人事件』）
- 2007年 - 日本で『リヴァイアサン号殺人事件』が「本格ミステリベスト10」8位、「ミステリが読みたい!」9位